# Longitarsus suturellus
Longitarsus suturellus es una especie de insecto coleóptero de la familia Chrysomelidae. Fue descrita científicamente en 1825 por Duftschmid.